# Middendorff (Adelsgeschlecht)

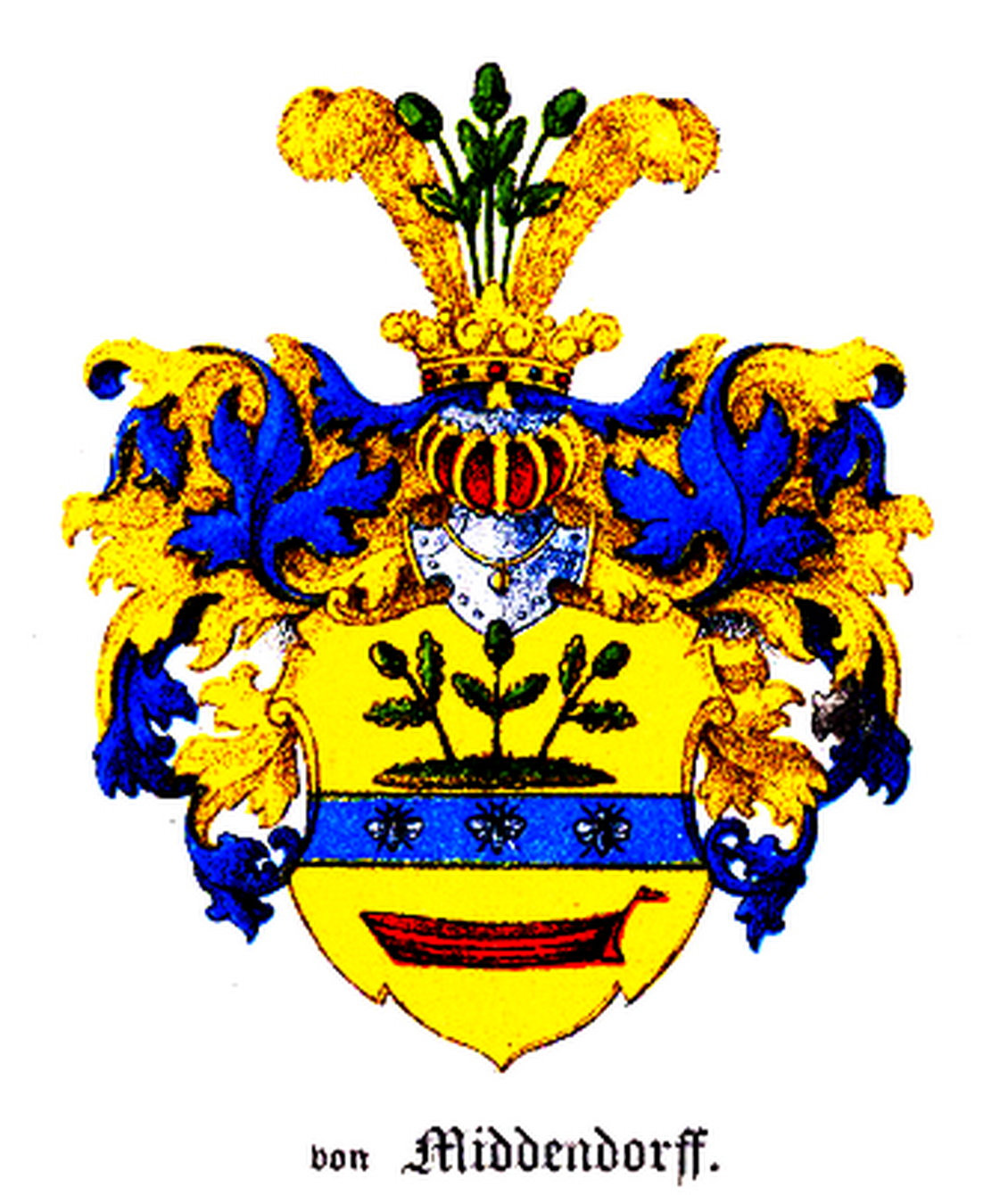
Familienwappen der estländischen Middendorffs

Middendorff ist der Familienname eines deutsch-baltischen Adelsgeschlechts, welches seit der Mitte des 16. Jahrhunderts in Riga ansässig war. Aus ihrer Familie stammten Prediger und Kaufleute, die bekannteste Persönlichkeit war Alexander Theodor von Middendorff (1815–1894). Die gesicherte und urkundlich belegte Stammfolge der Middendorffs beginnt Anfang des 16. Jahrhunderts, ihre deutsche Herkunft oder der Zeitraum ihrer Einwanderung aus Deutschland wurde bisher nicht eindeutig festgestellt.

## Geschichte
Hermann Middendorff siedelte 1677 von Riga nach Reval über und trug sich als „Kaufmann aus Riga“ in das revalsche Bürgerbuch ein. Es folgten von 1711 bis 1829 drei Generationen Prediger. Ein Enkel des Predigers zu Karusen, Professor Dr. Alexander Theodor von Middendorff (1815–1894) ist der berühmte Naturforscher, der Sibirien und das Lappland erforschte. Nach ihm wurde das Kap Middendorff auf Nowaja Semlja benannt. Alexander Theodor von Middendorff war Geheimer Rat er und seine Nachkommen und die Familie wurde am 20. September 1841 in den russischen Adel aufgenommen. 1860 wurde er in die Livländische Ritterschaft, unter der Registrierungsnummer 405, immatrikuliert. Eduard Nikolai von Middendorff (1840–1903) wurde 1878 in die Estländische Adelsmatrikelaufgenommen.

## Stammreihe
Albrecht Middendorp († 1555), Bürger in Riga
- Kaspar Middendorp († um 1606) Bürger und Kaufmann, Mitglied der Großen Gilde in Riga
  - Troclus Middendorff (* in Riga, † 1646), Bürger und Kaufmann in Riga
    - Hermann Middendorff (* in Riga, begraben 1695 in Reval), Kaufmann aus Riga, Bürger in Reval
      - Johann Middendorff (1675–1742), Pastor zu Kegel, Propst, Konsistorial-Rat
        - Stephan Middendorff (getauft 1713, † 1756), Pastor zu Kegel (1743–1756)
          - Hermann Johann Middendorff (1749–1829), Pastor zu Karusen (1774–1829), Probst und Konsistorial-Rat
            - Theodor Johann Middendorff (* 1776 in Karusen; † 1856), Dr. Phil., Professor und Direktor am Pädagogischen Institut in Sankt Petersburg, Herr auf Pörafer und Hellenorm, Geheimer Rat
              - Alexander Theodor von Middendorff (* 1815 in Sankt Petersburg; † 1894 in Hellenorm), Herr auf Pörafer und Hellenorm, Dr.med, Kreisdeputierter, Professor und Akademiker, Gründer des livländischen Zweiges.

            - Heinrich Eduard Middendorff (1784–1834), Herr auf Taibel, Bezirksforstmeister, Stammvater des estländischen Zweiges mit Hauses Assoküll, dessen Kinder erwarben 1852 den russischen Adel und führten ein abweichendes Wappen
            - Gottfried Woldemar von Middendorff (1787–1857), Herr auf Pennijöggi, Professor der deutschen Sprache in Sankt Petersburg, 20. September 1841 Aufnahme in den russischen Adel
              - Eduard Nikolai von Middendorff (* 1840 in Sankt Petersburg; † 1903 in Berlin), Herr auf Pennijöggi und Kollo, Eisenbahningenieur, Administrationsrat

## Wappen
1. Das Familienwappen des in den russischen Adel aufgenommenen und in die Livländische Ritterschaft immatrikulierten Familienzweig führte ab Alexander Theodor von Middendorff, mit dem Diplom vom 20. September 1841 folgendes Wappen:
Ein geteiltes Wappenschild, oben in Gold auf grünem Rasen mit 3 Eichzweige von je 2 Blättern und einer Eichel; unten durch Silber mit drei braunen Bienen belegten Balken schräglinks von blau über rot geteilt, oben aus dem Schrägbalken wachsend silberner Pegasus, unten goldene Leier. Helmkleinod besteht aus einer Krone zwischen silbernen Straußenfedern die 3 Eichenzweige. Die Helmdecke ist bau-silber
2. Das Familienwappen des nicht immatrikulierten estländischen Familienzweiges des Heinrich Eduard Middendorff (1784–1834), stammte aus der Wappenbestätigung und der Aufnahme in den russischen Adelsstand vom 1. August 1852

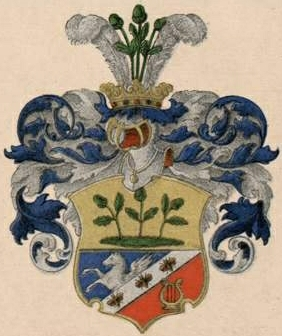
1. Familienwappen des livländischen Zweiges (1841)
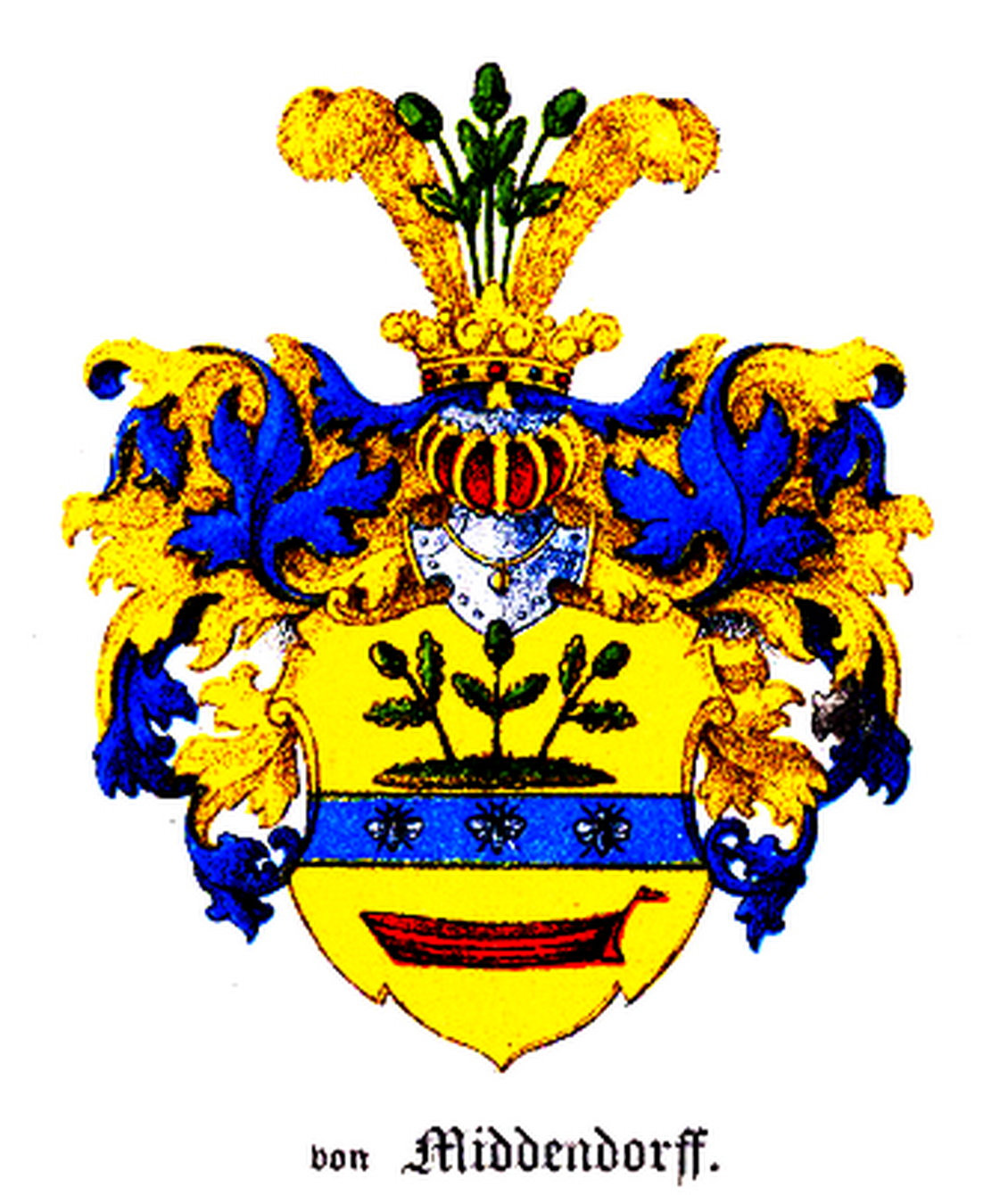
2. Familienwappen des estländischen Zweiges (1852)

## Besitzungen

### Pörafer
Pööravere Manor (deutsche: Pörafer) im Kreis Pernau wurde im 17. Jahrhundert zu einer eigenständigen wirtschaftlichen Einheit. Das Herrenhaus war viele Jahrhunderte im Besitz der Adelsfamilie von Middendorff und hatte mit Ernst von Middendorff den letzten Besitzer. Das einstöckige steinerne Hauptgebäude wurde im frühen 19. Jahrhundert erbaut. 1866 erhielt er einen zweiten Stock. Im 19. Jahrhundert wurden auch eine Reihe von Nebengebäuden errichtet, darunter ein dreigeschossiger großer Weinberg.

### Gut Hellenorm

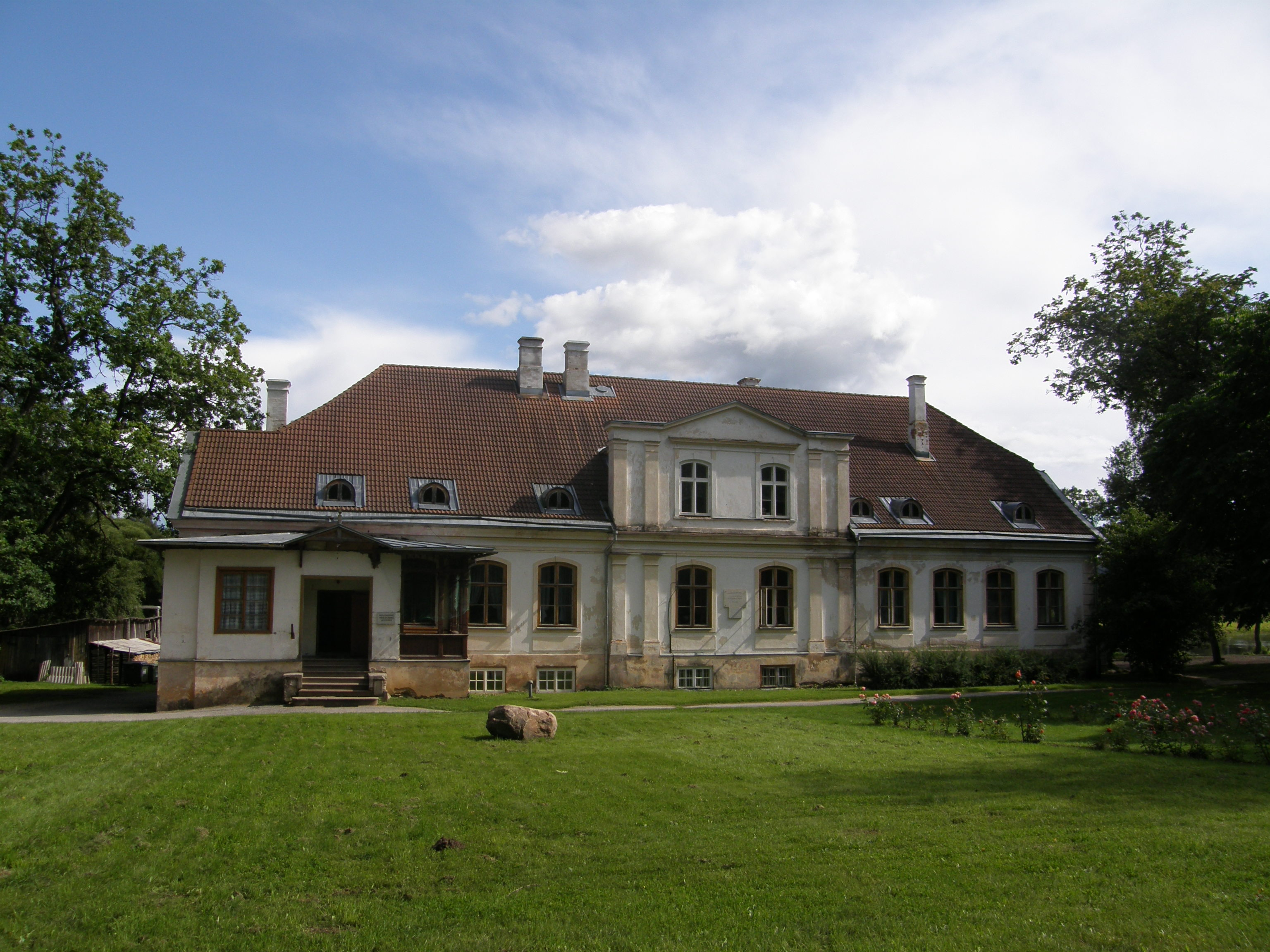
Herrenhaus auf dem Rittergut Hellenorm

Das Gutshaus Hellenorm war ein Rittersitz. Es wurde erstmals im Jahr 1641 erwähnt, als es der Familie Wrangel gehörte. Nach dem Nordischen Krieg gehörte das Gut der Familie Dücker und der Familie von Bruiningk. Im Jahr 1850 kaufte Johann Theodor von Middendorf das Gut, der letzte Besitzer war der Ornithologe Ernst von Middendorf.

### Assoküll
Assoküll (estländisch: Assoküla) war 1642 im Besitz von Reinholdt Klick und wurde 1688 zum Hof Assoküll. Heute ist es ein Teil von Metsa, bis in das Jahr 1843 war Asoküll im Besitz der Familie von Klicken und ging 1913 an den neuen Besitzer Woldemar von Hunnius.